# Emmes-Storträsket
Emmes-Storträsket eller Emmesträsk är en Träsk i Finland. Den ligger i kommunen Kronoby i landskapet Österbotten, i den centrala delen av landet, 400–500 km norr om huvudstaden Helsingfors. Emmes-Storträsket ligger 48 meter över havet. Arean är 1,14 kvadratkilometer och strandlinjen är 12,15 kilometer lång.